# Alfonso Cortés Contreras
Alfonso Cortés Contreras (La Luz, 16 luglio 1947) è un arcivescovo cattolico messicano, dal 4 luglio 2024 arcivescovo emerito di León.

## Biografia
È nato a La Luz, in Michoacán e diocesi di Zamora, il 16 luglio 1947 da José Guadalupe ed Esperanza. Ha ricevuto il sacramento del battesimo presso la parrocchia di Nostra Signora di Guadalupe il 20 luglio successivo.

### Formazione e ministero presbiterale
Ha compiuto gli studi ecclesiastici presso il seminario di Monterrey e, successivamente, ha conseguito la licenza in teologia presso la Pontificia Università Gregoriana in Roma.
Ha ricevuto l'ordinazione presbiterale presso la basilica di Nostra Signora del Roble in Monterrey il 26 ottobre 1972. Ha svolto il suo ministero in diverse parrocchie e come responsabile della formazione sacerdotale fino al 1999, anno in cui è stato chiamato a ricoprire l'incarico di rettore del Pontificio collegio messicano in Roma, fino alla nomina episcopale.

### Ministero episcopale
Il 24 giugno 2005 papa Benedetto XVI lo ha nominato vescovo titolare di Acque Regie e ausiliare di Monterrey; ha ricevuto l'ordinazione episcopale il 24 agosto successivo dall'arcivescovo metropolita di Monterrey, José Francisco Robles Ortega, co-consacranti l'arcivescovo Giuseppe Bertello, nunzio apostolico in Messico, e José Guadalupe Martín Rábago, vescovo di Leon.
Il 10 luglio 2009 è stato nominato vescovo di Cuernavaca, di cui ha preso possesso il 18 agosto successivo. 
È stato promosso alla guida dell'arcidiocesi di León il 22 dicembre 2012. Il 20 marzo 2013 ha preso possesso della sede metropolitana; è succeduto all'arcivescovo José Guadalupe Martín Rábago, dimessosi per raggiunti limiti di età. 
Nel 2014 papa Francesco lo ha nominato membro del pontificio consiglio della cultura e il 27 aprile 2019 è stato confermato ad aliud quinquennium.
Il 18 febbraio 2023 è stato nominato membro del dicastero per la cultura e l'educazione.
Nel corso del suo ministero episcopale, ha compiuto, insieme ai vescovi della Conferenza Episcopale Messicana, due visite ad limina: nel settembre del 2005 e nel maggio del 2014.
Il 4 maggio 2024 papa Francesco ha accolto la sua rinuncia, presentata per raggiunti limiti di età, al governo pastorale dell'arcidiocesi di León; gli è succeduto Jaime Calderón Calderón, fino ad allora vescovo di Tapachula.

## Genealogia episcopale
- Cardinale Scipione Rebiba
- Cardinale Giulio Antonio Santori
- Cardinale Girolamo Bernerio
- Arcivescovo Galeazzo Sanvitale
- Cardinale Ludovico Ludovisi
- Cardinale Luigi Caetani
- Cardinale Ulderico Carpegna
- Cardinale Paluzzo Paluzzi Altieri degli Albertoni
- Papa Benedetto XIII
- Papa Benedetto XIV
- Cardinale Enrico Enriquez
- Arcivescovo Manuel Quintano Bonifaz
- Cardinale Buenaventura Córdoba Espinosa de la Cerda
- Cardinale Giuseppe Maria Doria Pamphilj
- Cardinale Francesco Saverio Castiglioni
- Papa Pio IX
- Arcivescovo José María Ignacio Montes de Oca y Obregón
- Arcivescovo Próspero María Alarcón y Sánchez de la Barquera
- Arcivescovo Leopoldo Ruiz y Flóres
- Cardinale Miguel Darío Miranda y Gómez
- Vescovo Alfredo Torres Romero
- Arcivescovo José Francisco Robles Ortega
- Arcivescovo Alfonso Cortés Contreras